# TOKIYA
TOKIYA（トキヤ、本名：作場 季野（さくば ときや）、1983年7月15日 - ）は日本のイラストレーター、グラフィックデザイナー。東京都出身。
ソリッドなキャラクターとグラフィックをクロスオーバーさせた作風で近未来的な世界観を描くイラストレーター。

## 概要
ゲーム会社で５年余りデザインを学んだ末、フリーに転向。
その後、2007年にワニマガジン社発行の村田蓮爾責任編集のフルカラーコミック誌robot9に掲載された『マホマ法』で商業デビューした。
手がけた仕事は、LORD of VERMILIONやポケモンカードゲーム等、トレーディングカードゲームへのイラストの提供、DJ TECHNORCHのソロCDのジャケットイラスト、イラスト誌への寄稿など。
2013年7月より、ワニマガジン社「138°E」Vol.2 で連載が始まったイラストノベル「アストラルメールズ」のキャラクターデザイン、挿絵を担当。イメージカラーは青。

## 作品リスト
- マホマ法（robot - ワニマガジン）
- UNIONOISE（robot - ワニマガジン）

## 経歴

### ゲーム
- ファイナルファンタジーXI 拡張データディスク『ジラートの幻影』 - モンスター・テクスチャーデザイン
- ファイナルファンタジーXI 拡張データディスク『プロマシアの呪縛』 - モンスター・テクスチャーデザイン
- ファイナルファンタジーXI 拡張データディスク『アトルガンの秘宝』 - モンスター・テクスチャーデザイン
- TOKYO JUNGLE - インターフェースデザイン
- 悠久の車輪 - イラスト1点
- LORD of VERMILION - Ver Re:2.1 〜慟哭〜 - イラスト4点

### イラスト
- pixiv年鑑2009
- pixiv年鑑2010
- ヴァニラマニア - プロモーションイラスト
- 少女自転車解放区 - ピンナップ
- MdN Vol.213 - イラストメイキング
- touch Vol.4 - イラストメイキング
- Quarterly pixiv Vol.5 - イラストメイキング
- C-android - ブックレット用イラスト
- ユリイカ_(雑誌)増刊 総特集=永野護 - ピンナップ
- 138°E - ピンナップ
- 138°E -「アストラルメールズ」キャラクターデザイン、挿絵

### カードゲーム
- ポケモンカードゲーム - DPt 拡張パック「アルセウス光臨」
- ポケモンカードゲーム - LEGEND 拡張パック「ハートゴールドコレクション」
- ポケモンカードゲーム - LEGEND 拡張パック「ソウルシルバーコレクション」
- ポケモンカードゲーム - LEGEND 拡張パック「よみがえる伝説」
- ポケモンカードゲーム - LEGEND 拡張パック「頂上大激突」
- ポケモンカードゲーム - ジム☆チャレンジ「バトルでゲット！なつやすみ対戦キャンペーン2010」
- ポケモンカードゲーム - BW 拡張パック「ダークラッシュ」
- ポケモンカードゲーム - BW 拡張パック「コールドフレア」
- ポケモンカードゲーム - BW 拡張パック「ライデンナックル」
- ポケモンカードゲーム - BW 拡張パック「フリーズボルト」
- ポケモンカードゲーム - BW 拡張パック「ドラゴンセレクション」
- デュエル・マスターズ - DM-19「不死鳥編(スペクタクル・ノヴァ) 第1弾」
- デュエル・マスターズ - DM-20「不死鳥編 第2弾 魔闘竜×機兵団(ジ・アルティメット・ノヴァ)」
- デュエル・マスターズ - DM-21「不死鳥編 第3弾 封魔王の系譜(ヒストリー・オブ・デビル・ノヴァ)」
- デュエル・マスターズ - DM-22 「不死鳥編 第4弾 超神龍雷撃(ザ・ドラゴニック・ノヴァ)」
- デュエル・マスターズ - プロモーション・カード（P14/Y7、P16/Y7）

### CDジャケット
- DJ TECHNORCH - 『BOSS ON PARADE ～XXX meets GABBA～』
- DJ TECHNORCH - 『BOSS ON PARADE REMIXES ～DJ TECHNORCH meets XXX～』
- DJ TECHNORCH - 『GOTHIC SYSTEM lite ～Trancecore meets Gabber～』
- DJ TECHNORCH - 『一回性二階席 ～STRAIGHT～』
- DJ TECHNORCH - 『反復回転時計 ～RUNNING COST～』
- DJ TECHNORCH - 『無明ヶ丘危険地帯 ～ATARAXIA～』
- DJ TECHNORCH - 『内閣総理大臣賞 ～HARDCORE TECHNO POP～』
- DJ TECHNORCH - 『MURDER CHANNEL MIX CD Vol.1』
- Anime Toonz - Vol.4
- 8BITPROPHET - 『TM Network Tribute Generated by Chiptune + Vocaloid』
- Submerse - 『Agepoyo E.P.』

### 展覧会
- pixiv FESTA Vol.2（2009年　デザインフェスタギャラリー）
- AIXId Tshirt Exhibition（2011年 秋葉原MOGRA）
- Recode 1st Exhibition “Post dpi”（2012年　Hidari Zingaro）
- Recode 2nd Exhibition “Image recording”（2012年　P/I GALLERY）
- WORUZ PRESENTS “Re:展”（2012年　SPES-LaB.）
- ウルトラマンオブジェクツ展『明日のヒカリへ』（2013年　渋谷ヒカリエ8F・クリエイティブスペース「8/」CUBE1,2,3）